# Мсірі
Мсірі (Мсіді, Мушиді) (*бл. 1830 — 20 грудня 1891) — перший і останній мвані (володар) бантуської держави Єке а 1856—1891 роках. Повне ім'я Мвенда Мсірі Нгеленгва Шитамбі.

## Життєпис
Походив із народу ньямвезі. Син Каласа, багатого торговця, який постачав каравани зі слоновою кісткою, міддю і рабами занзібарська купцям на східноафриканському узбережжі з внутрішніх областей континенту. Народився близько 1830 року в м. Казе. Згодом продовжив батьківську справу, створивши для охорони караванів власний загін.
На території сучасної Катанги Мсірі вперше опинився десь в 1850 році, коли був відправлений за товарами до народу васанга. Невдовзі за одними відомостями, Мсірі надав якусь важливу послугу місцевому вождю, за що той оголосив його своїм спадкоємцем, за іншими — убив спадкоємця вождя. У 1856 році він на чолі загону, озброєного рушницями, в черговий раз прибув до Катанги, де мирно зайняв владу на частини її території. За цим почав вести загарбницькі війни проти сусідів, не перериваючи торгівлю з Занзібарським султанатом, завдяки гарним відносинам з торгівцем Тіппу Тіпом.
Мсірі спробував встановити стосунки з вождествами овімбунду та португальськими колоніями в Анголі, куди відправив свого небожа Моленгу. Водночас відтіснив від торгівельних шляхів державу Луба. Свою столицю Кікункулука заснував неподалік від річки Бункея.
1861 року втрутився в боротьбу за владу в державі Уняньембе, підтримавши колишнього володаря (нтемі) Мніваселе проти нтемі Мкасіви, якому допомогу надавали рабські торгівці. 1867 року завдав поразки армії Казембе, що вдерлася в його землі.

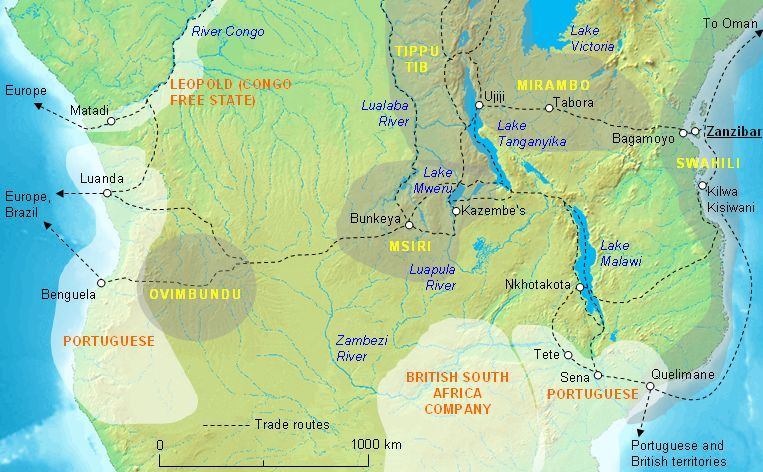
Держава Мсірі у 1880 році

1870 року вступив у протистояння з державою Казембе, спільно з Тіппу Тіпом завдав поразки Мвонга Нсембі, мваті Казембе, який загинув. Після цього Мсірі активно втручався в справи Казембе, підтримуючи своїх претендентів. Завдяки цьому встановив владу над землями західніше річки Луапула. Невдовзі за цим розширив торгівлю, міддю, рабами і слоновою кісткою. Натомість скуповував зброю, одяг тощо. Мав дружні відносини з племенами ловале, північніше Лунди, з якими торгував воском, рабами, слоновою кісткою.
У 1875 року за допомоги вождя ньямвезі Мірамбо витіснив з регіону Ун'ямвезі (на захід від озера Танганьїка) арабських торгівців, ставши там монополістом з продажу слонової кістки.
До середини 1880-х років йому вдалося підкорило або зробило своїми данниками більшість сусідніх народів, а також контролювала безліч торгових шляхів, що проходили від Атлантичного океану до Індійського. наприкінці 1880-х років вступив у сутички з Касонго Н'ємбу, мулохве Луби.
Намагаючись зміцнити підвалини своєї держави, склав велику збірку законів, впровадив в ньому виробництво мідного дроту і вирощування отриманого від європейців батата, сприяв вакцинації населення проти віспи (вакцину отримував від європейців).
Перші християнські європейські місіонер з'явилися в державі Мсірі в 1886 році. Саме вони повідомили своїх урядів про велику кількість родовищ міді і різних мінералів в Гаренганзе. Ставлення Мсірі до них було доброзичливим, але обережним.
У листопаді 1890 роки до двору Мсірі прибула експедиція Британської Південно-Африканської компанії на чолі з Альфредом Шарпом, яка запропонувала Мсірі укласти договір про протекторат і право надання британцям розробляти родовища міді. Мсірі не знав жодного слова по-англійськи, але коли шотландський місіонер Арно пояснив йому зміст пропозиції, відкинув її.
1891 року відмовився також увійти до бельгійської Вільної держави Конго. Втім наприкінці того ж року до Мсірі була спрямована нова бельгійська експедиція на чолі з канадсько-британським найманцем Вільгельмом Грантом Стейрсом. Розпочаті переговори відразу ж зайшли в глухий кут, тому що Мсірі заявив, що не підписуватиме жодних договорів, тим більше нав'язаних силою зброї. Після цього між ним і Стейрсом почалися військові дії. На наступний день після їх початку Мсірі був застрелений бельгійським лейтенантом Омером Бодсоном біля одного з сіл.
Після вбивства Мсірі його держава в результаті боротьби за владу між кількома вождями занурилася в хаос і в 1894 році, після укладення англо-бельгійського угоди, була приєднана до Вільної держави Конго.

## Родина
Мсірі був відомий великою кількістю дружин (близько 500) , найвідомішою з яких була Марія де Фонсека з Португальської Анголи.